# Centroctena
Centroctena is een geslacht van vlinders uit de onderfamilie Macroglossinae van de familie pijlstaarten (Sphingidae).

## Soorten
- Centroctena imitans (Butler, 1882)
- Centroctena rutherfordi (Druce, 1882)